# Olga Solomina
Olga Nikolaevna Solomina (russe : Ольга Николаевна Соломина), née le 21 décembre 1956 à Moscou est une glaciologue et paléogéographe soviétique et russe. Ses recherches portent sur l'histoire des glaciers et du climat, travaux qui l'ont conduite à participer aux travaux du 4 et 5 rapport du GIEC.

## Biographie
Olga Solomina naît le 21 décembre 1956 à Moscou dans une famille qui voyage beaucoup,. Elle entre en 1977 à Institut de géographie de l'Académie russe des sciences, section glaciologie. Elle commence une reprise d'études à la faculté d'histoire de l'université d'État de Moscou (ru) mais ne suit aucun cours d'histoire,. Sa  vocation de géographe commence quand elle participe à une expédition scientifique en glaciologie sur un poste de cuisinière ; elle ne sait à l'époque rien cuisiner et apprend sur place tout en aidant à toutes les tâches scientifiques,. Dans beaucoup d'aspects autodidacte, elle sort diplômée en 1981 puis soutient sa thèse en 1998 sur les ressources en eau,.
Elle est professeure à l'université d'État de Tomsk depuis 2014. En 2015, elle succède à Vladimir Mikhaïlovitch Kotlyakov comme directrice de l'Institut de géographie de l'Académie russe des sciences,
Olga Solomina est membre de plusieurs comités de revues scientifiques par exemple Geography, Environment, Sustainability, le Bulletin of Geography ou Mountain Research and Development.
Depuis le 22 mai 2003, elle est membre correspondante de l'Académie russe des sciences. Elle est également vice-présidente de l'Association internationale des sciences de la cryosphère. 
Olga Solomina participe également à de nombreux comités étatiques dans le domaine de la recherche et fait notamment partie du jury du prix de la Boussole de cristal.

## Travaux
Les recherches d'Olga Solomina étudient le climat passé et l'évolution des différentes glaciations. 
Elle étudie d'abord l'histoire des glaciers au cours du dernier millénaire en s'appuyant sur la dendrochronologie et la lichénométrie. Au fil des années, ses recherches se diversifient géographiquement et remontent dans le temps jusqu'au Pléistocène. Ses terrains d'étude portent sur des cas dans le Caucase, le Tian Shan, l'Altaï, la Crimée, l'Oural, l'Arctique et l'Antarctique ou la plaine d'Europe de l'Est,. 
Elle participe à ce titre à la partie Paléoclimat du rapport du GIEC entre 2005 et 2007. Elle y intervient ensuite pour la partie Cryosphère du 5e rapport et de manière moins importante lors du 6e pour la section sur l'histoire des glaciers de montagne.

## Engagement
En 2019, lors de la cérémonie de remise de son prix science du journal Cosmopolitan, elle regrette le manque de femmes dans les sciences, les difficultés de carrière pour les femmes scientifiques et la place que leur réserve la société russe.
En février 2022, elle signe une lettre ouverte de scientifiques et journalistes scientifiques russes condamnant l’invasion de l’Ukraine par la Russie et appelant au retrait des troupes russes du territoire ukrainien.

## Hommages et distinctions
- Bourse du président de la fédération de Russie pour les jeunes scientifiques en 1995[4] ;
- Prix Cosmopolitan, catégorie science en 2019[6],[14].

## Publications
Olga Solomina est l'autrice de plus de 150 publications et a été en 2017 l'une des chercheuses russes les plus citées par le Web of science,. Parmi celles-ci :
- (ru) Горные ледники Северной Евразии в голоцене [« Glaciers mineurs de l'Eurasie septentrionale durant l'Holocène »], Moscou, Le monde scientifique,‎ 1999, 137 p. (lire en ligne)
- Olga Solomina, Vincent Jomelli et Irina S. Bushueva, « Chapter 19 - Holocene glacier variations in the Northern Caucasus, Russia », dans European Glacial Landscapes, Elsevier, 1er janvier 2024, 353–365 p. (ISBN 978-0-323-99712-6, DOI 10.1016/b978-0-323-99712-6.00005-2, lire en ligne)
- Olga N. Solomina, Raymond S. Bradley, Vincent Jomelli et Aslaug Geirsdottir, « Glacier fluctuations during the past 2000 years », Quaternary Science Reviews, vol. 149,‎ 1er octobre 2016, p. 61–90 (ISSN 0277-3791, DOI 10.1016/j.quascirev.2016.04.008, lire en ligne, consulté le 19 janvier 2025)
- Olga Solomina, Irina Bushueva, Ekaterina Dolgova et Vincent Jomelli, « Glacier variations in the Northern Caucasus compared to climatic reconstructions over the past millennium », Global and Planetary Change, vol. 140,‎ 1er mai 2016, p. 28–58 (ISSN 0921-8181, DOI 10.1016/j.gloplacha.2016.02.008, lire en ligne, consulté le 19 janvier 2025)
- Irina Pavlova et Olga Solomina, « Datation des éruptions volcaniques par dendrochronologie - Résumé », Collection EDYTEM. Cahiers de géographie, vol. 11, no 1,‎ 2010, p. 88–88 (lire en ligne, consulté le 19 janvier 2025)